# Siegfried Zielinski
Siegfried Zielinski (1951) és rector de l'Escola pública superior d'Art i Disseny de Karlsruhe. És un dels pares de l'arqueologia dels mitjans, disciplina que treballa les interaccions dels mass media actuals i les expressions comunicatives anteriors procedents de l'art i de la filosofia. És autor i editor de diversos llibres, entre ells Allah’s Automata, coeditat amb Peter Weibel, on analitza la influència de la mecànica àrab medieval en l'enginyeria informàtica contemporània. Actualment dirigeix l'arxiu Vilém Flusser a la Universitat de les Arts de Berlín, on també dona classes de teoria dels mitjans.